# Steve Galluccio
Œuvres principales
- Mambo Italiano (2002)
- The St. Leonard Chronicles (2013)

Steve Galluccio, né le 9 octobre 1960 à Montréal, est un dramaturge, scénariste et compositeur québécois de langue anglaise. 

## Biographie
Ses parents italiens, originaires de Campanie, immigrent dans le quartier montréalais de la Petite Italie où Steve Galluccio passe son enfance. Il fait des études supérieures en traduction et obtient son diplôme de l'Université Concordia en 1981.
Après ses études, il enseigne quelque temps à l'école de langues Berlitz. Il prend des cours de création littéraire et conçoit Reaction Quebec, un docufiction relatant les difficultés rencontrées par la communauté anglophone qui est minoritaire au Québec.
Il se lance dans le théâtre en 1990 avec la pièce en un acte My Mom Is on the Radio. Suivront quelques pièces parodiques où l'auteur fait preuve d'un sens inné de la comédie. En 2002, Michel Tremblay accepte de traduire sa pièce Mambo Italiano, produit en français par le Théâtre Jean-Duceppe. C'est un gros succès critique et public qui font de Galluccio le dramaturge anglophone le plus populaire du Québec. La pièce est reprise dans sa version originale anglaise en 2003 au Centaur Theatre de Montréal, puis à Toronto. La même année l'auteur tire un scénario de sa pièce pour le film Mambo Italiano, réalisé par Émile Gaudreault.
Déjà scénariste, depuis 1999, pour la série télévisée québécois Un gars, une fille, et pour S' agapo - M' agapas, la version grecque de la même série, Galluccio écrit des scénarios originaux pour les films Comment survivre à sa mère (2007) et de Funkytown (2011), ainsi que pour la série télévisée Ciao Bella (2004). Il a aussi collaboré à l'écriture et à la composition de la bande musicale de certains de ses films, gagnant ainsi deux nominations pour le Genie Award pour Mambo Italiano et pour Funkytown. 
Galluccio est ouvertement homosexuel.

## Œuvre

### Théâtre
- My Mom Is on the Radio (1990)
- The Brady Bunch: The Hidden Episode (1991)
- Sex, Lies and Brian Mulroney (1992)
- Sexual Success in Montreal (1993)
- Batman and Robin: The Untold Story (1993)
- What's Alice doing in the Freezer? (1994)
- Peter'n Paul Get Mary'd (1995)
- Mambo italiano (2002)
- In Piazza San Domenico (2009)
- The St. Leonard Chronicles (2013), traduit en français sous le titre Les Chroniques de Saint-Léonard
- Little Italy (2017), traduit en français sous le titre Les Secrets de la Petite Italie

### Autre publication
- Montréal à la Galluccio (2012), guide touristique

## Filmographie

### Comme scénariste
- 1999-2000 : Un gars, une fille (série télévisée québécoise) - 2 épisodes
- 2001 : S' agapo - M' agapas, version grecque de Un gars, une fille - 11 épisodes
- 2003 : Mambo Italiano, film québécois anglophone réalisé par Émile Gaudreault, adaptation par Steve Gallucio de sa pièce éponyme
- 2004 : Ciao Bella (série télévisée) - 13 épisodes
- 2007 : Comment survivre à sa mère (Surviving My Mother), film québécois anglophone réalisé par Émile Gaudreault
- 2011 : Funkytown, film québécois réalisé par Daniel Roby
- 2018 : Little Italy, film canado-américain réalisé par Donald Petrie, adaptation par Steve Gallucio de sa pièce éponyme

### Comme compositeur
- 2003 : Mambo Italiano
- 2011 : Funkytown